# Vaudou

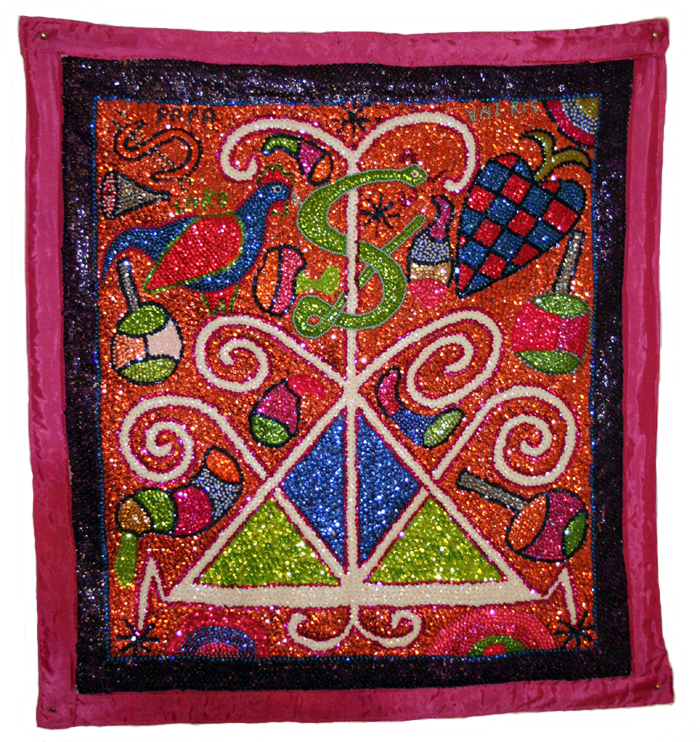
Un „drapo” sau pavilion vaudou, creat de artistul George Valris, ilustrând un veve sau simbol al Loa Loko Atison

Vaudou, cunoscut și ca vodun sau voodoo, este un cult animist originar din vechiul regat al Dahomeyului (Africa de Vest). Este răspândit, totuși, și în Benin și în Togo, precum în celebrul târg al fetișorilor din Lomé. Începând cu secolul al XVII-lea, sclavii originari din această regiune a Africii au răspândit cultul Vaudoo în Antile, ca și în toată America. Sub diferite forme, îl regăsim în Cuba, în Haiti, Republica Dominicană, în Brazilia și chiar în Statele Unite ale Americii, în Louisiana mai ales. Dar înainte de a se răspândi în America, cultul Vaudou / Voodoo s-a răspândit în Africa de Nord prin sclavii aduși de vechile dinastii care au existat de-a lungul întregii istorii a acestei regiuni. Sub diferite forme, întâlnim cultul Vaudou în Maroc (în Gnawa ori Gnaoua), în Algeria, mixându-se cu folclorul arabo-musulman.
În prezent, în întreaga lume, există circa 60.000.000 de adepți ai Vaudou, cu diferite forme de manifestare. Cei mai mulți trăiesc în Togo, Benin, Nigeria, Republica Dominicană, dar și în America de Nord, cu deosebire la New Orleans, precum și în Haiti, în Brazilia etc.

## Vaudou înAfrica

### Originile

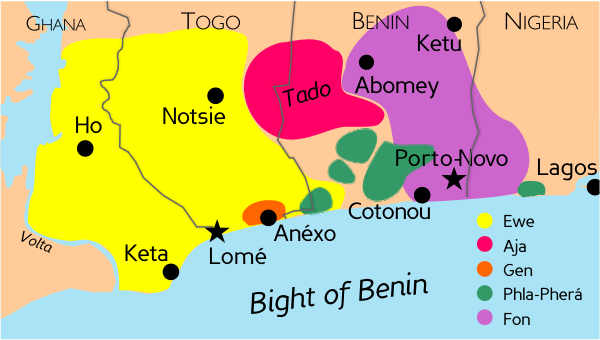
Zona de origine a Vaudou

Vaudou s-a născut din întâlnirea cultelor tradiționale ale zeităților yorouba și a zeităților fon și ewe, în cursul creării și expansiunii regatului fon din Abomey în secolele al XVII-lea și al XVIII-lea.
Vaudou constituie fundamentul cultural al popoarelor care au rezultat din migrațiile succesive din Tado în Togo, Adja (între care fon, goun, ewe... și, într-o oarecare măsură, yoruba....) popoare care constituie un element important al populațiilor din sudul statelor riverane Golfului Benin (Benin, Togo, Ghana, Nigeria...)
Vaudou este adaptarea de către populația fon a unui cuvânt yoruba, care semnifică «zeu». Vaudou desemnează ansamblul zeităților sau ale forțelor invizibile cu ale căror forțe omul încearcă se concilieze sau de la care să capete bunăvoință. Este afirmarea unei lumi supranaturale, dar și mulțimea procedurilor care permit intrarea în relație cu aceasta. Vaudou corespunde cultului yoruba a orisha. Vaudou este și un cult al spiritului lumii invizibile. La fiecare deschidere, preotul cere ajutorul spiritului lui Papa Legba, pentru a deschide porțile celor două lumi.

### Panteonul Vaudou în Africa
Panteonul Vaudou este înainte de toate constituit din forțele naturii. Vaudou (loa, lwa) și relațiile lor retrimit la forțele naturale care sunt fulgerul, marea, boala, etc.
Dar cultul Vaudou se interesează și de alte entități supranaturale, precum sunt strămoșii divinizați, monștri (și alte animale).

#### Zeitățile Vaudou
În vârful panteonului Vaudou se află Mawu (pronunțat: [mã-whu]), zeu suprem care domnește peste ceilalți zei. Câteva expresii: mawu lo lo „Zeul suprem este mare”., akpé na mawu „Mulțumesc zeului suprem”., mawuena, (mawuenam) „Dar de la zeul suprem”, care poate fi chiar prenume personal. De notat că Mawu nu are formă și, prin urmare, nu este niciodată reprezentat, nici în pictură, nici nu este asociat cu obiecte, cum sunt celelalte zeități Vaudou.
Mawu (zeul suprem) este necreat și totodată este creator al tuturor celorlalți zei. Mawu nu intervine în viața oamenilor. El i-ar fi creat pe ceilalți zei pentru ca aceștia să fie în relație cu oamenii și cu lumea. Propriu-zis, Mawu nu face parte din panteonul Vaudou; este un concept; literal, Mawu trebuie tradus prin cel „ce nimeni nu poate să-l atingă”, sau încă „inaccesibilul”. Nu este, prin urmare, o persoană. Acest lucru explică faptul că în spațiul Vaudou nu există un cult al lui Mawu. Doar i se mulțumește și este glorificat. Este binevoitor față de toate creaturile.
Trebuie să remarcăm faptul că populațiile ewe și fon îl numesc pe Dumnezeu Mawu. Primii misionari creștini sunt, cu siguranță, la originea traducerii numelui lui Dumnezeu (creștin) prin Mawu, pentru ușurarea convertirilor spre religia creștină.
Panteonul Vaudou este făcut dintr-o multitudine de Lwa, care sunt spirite sau zeități inferioare, care pot intra în comunicare și chiar în colaborare cu oamenii. Lwa se materializează, cel mai adesea, în obiecte neînsuflețite din natură, precum sunt pietrele, arborii. De aici provine calificativul de ritual animist, pe care mulți îl aplică cultului Vaudou.
Una dinte cele mai importante Lwa / Loa este Erzulie, sau Erzulie Freda, care este zeița dragostei. Îi întâlnim și pe Gu (Ogun al populației yoruba), zeitate a războiului (și al fierarilor), pe Sakpata, zeitate a variolei (și în general al bolii, al vindecării și al Pământului), pe Damballa, spirit al cunoașterii, precum și cel mai puternic dintre ei, Hebieso, zeitate a furtunii și a fulgerului. Cât despre Papa Legba, acesta are dificila funcție de intermediar și de mesager al zeilor. Este asimilat, în Vaudou haitian, Sfântului Petru, care deține cheile Paradisului și ale Infernului. 
În Vaudou african, nu există conceptele de paradis și de infern. Lêgba (Eshu pentru anglofoni) este de fapt cel mai important prin aceea că este zeitatea gândirii. El formează, împreună cu divinitatea Fa (sau Ifa), un cuplu purtător de pedagogie a acestei culturi.

## Vaudou înAmerica Centrală

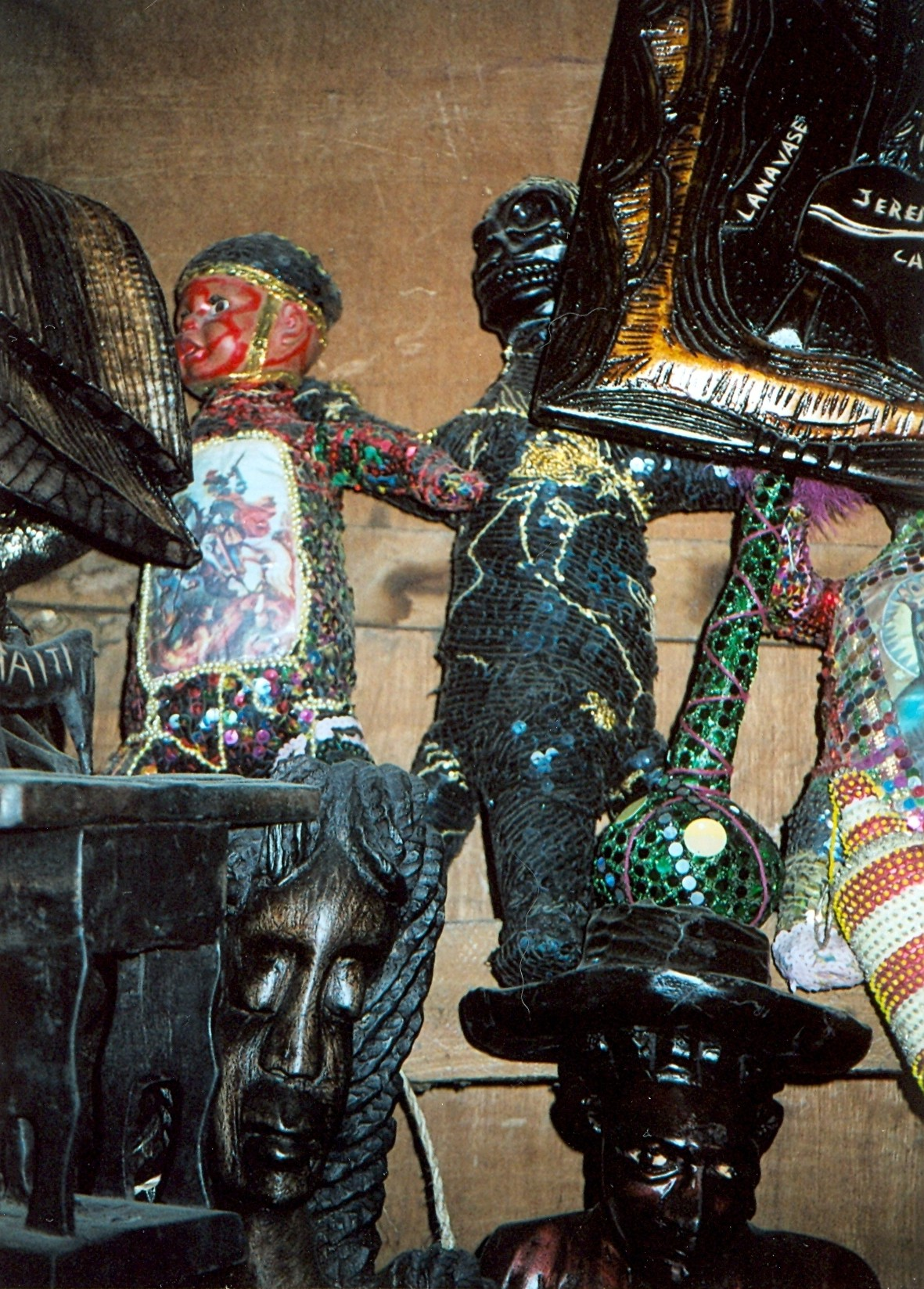
„Vaudou paraphernalia”, păpuși voodoo din Piața de Fier, Port-au-Prince, Haiti

Vaudou este o religie afro-caraibiană, întâlnită în insula Hispaniola, mai ales în Haiti, dar și în Republica Dominicană. 

### Originile
În insulele Antile, mai ales în insula Hispaniola și în insulele adiacente, religia Vaudou a fost adusă din Africa de către sclavii negri transportați de acolo, pentru a munci pe plantațiile de trestie de zahăr din aceste insule caraibiene.

### Manifestare

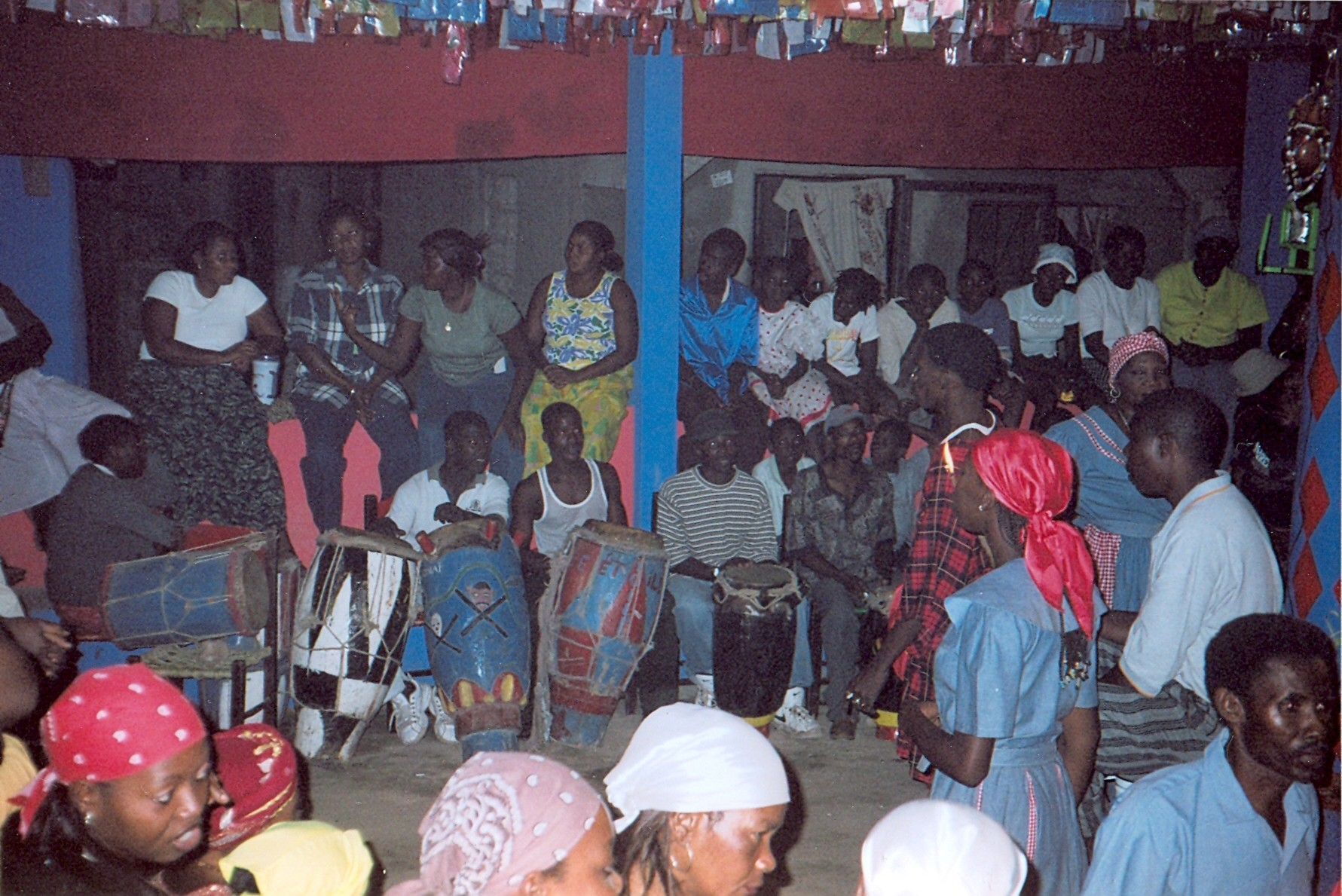
Cermonie Vaudou, Jacmel, Haiti.

În insula Hispaniola, Vaudou este o religie de posesiune aranjat în jurul unor zeități, cunoscute sub numele de Iwa, acestea fiind de origine fon și yoruba, spre deosebire de religiile afro-caraibiene din Cuba și din Trinidad-Tobago, în care sunt invocate zeitățile orisa.
Peste tot, sacrificiile sângeroase și dansurile ritale ritmate, incantațiile prin care se manifestă aceste culte, produc o stare de transă, servind ca mijloc de comunicare cu zeitățile. Aceste zeități au nume africane, dar există și nume ale unor sfinți creștini catolici care sunt atribuite acestor divinități africane autentice.
Există o întreagă rețea ocultă a confreriei Vaudou, care cuprinde societatea haitiană în cvasitotalitate, manifestându-se prin vrăji, descântece, taine și o faimă ocultă.

### Vaudou și obținerea independenței statului Haiti
Cucerirea independenței statului Haiti a fost, în mare măsură, sprijinită prin manifestările oculte ale religiei Vaudou.

### Religie oficială în Haiti
Recent, în Haiti, religia Vaudou a fost recunoscută ca religie oficială, alături de catolicism.

## Literatură
- Henry S. Whitehead, „Zombie”, „Les Lèvres”, (Buzele) nuvele fantastice de posesiune Vaudou.
- William B. Seabrook, L'Île magique (Insula magică) (1929), carte care transmite fantasme legate de Vaudou.
- Maryse Condé, Moi Tituba sorcière noire de Salem (Eu, Tituba, vrăjitoare neagră din Salem), Gallimard, 1982, este povestea unei sclave negre din Antile, inițiată în magie, vândută și dusă în Salem, în timpul vânătorii de vrăjitoare din Salem.
- Jean Métellus, cea mai mare parte din poemele din culegeri sunt puternic marcate de Vaudou, ca de exemplu : Les Dieux pèlerins (Zeii pelerini), Janus, 2004, Hommes de pleins vent, Nouvelles du Sud, 1981, reditare în 1992 și Voyance, (Prezicere) Hatier, 1984 și reeditare, Voyance et autres poèmes, (Prezicere și alte poeme) Janus 2005
- René Depestre, Hadriana dans tous mes rêves (Hadriana din toate visele mele), Gallimard, 1988.
- Patricia Geary, Drôles de jouets (Jucării nostime), Denoël, coll. Présences du fantastique.
- Tim Powers, Sur des mers plus ignorées, (Pe mările ignorate), 1987.
- William Gibson, autor de science-fiction/cyberpunk, încorporează referințe la lwas Vaudou - Ougou Feray, Legba - în romanul său Comte Zéro (Contele Zero).
- Dean Koontz, Le Rideau de ténèbres (Perdeaua / Cortina tenebrelor) (polițist de groază Vaudou)
- Laurell K. Hamilton, Le cadavre rieur (Cadavrul care râde), în care „señora” este o mare preoteasă Vaudou.

## Muzică
- Două titluri ale chitaristului Jimi Hendrix, publicate în albumul „Electric Ladyland” sunt inspirate de tema Vaudou: Voodoo Chile, un blues lung și lent, precum și Voodoo Child (Slight Return), care va deveni, după moartea artistului, singurul single Nr. 1 din cariera sa.
- Cantautorul Moby, fiind mare fan al lui Jimi Hendrix, a reluat Voodoo Child ca pseudonim.
- King Diamond-Voodoo (album heavy metal)

## Filme
Vaudou a inspirat un mare număr de filme. Iată câteva exemple:
- White Zombie, 1931, de Victor Halperin, cu Bela Lugosi — primul film consacrat zombie-lor.
- I walked with a zombie, 1943, de Jacques Tourneur — clasicul genului.
- The Divine Horsemen (The Living Gods Of Haiti), 1953, de Maya Deren.
- Zombie Flesh Eaters (1979) Regia: Lucio Fulci.
- L'Emprise des ténèbres, 1987, de Wes Craven.
- Angel Heart, 1987, de Alan Parker, cu Mickey Rourke, Robert De Niro și Lisa Bonet — situat la New Orleans, unde practicile Vaudou se practică, în mod efectiv.
- Welling wall 3, 2000, de UNCorporated — film de artă
- Poarta secretelor (La Porte des secrets), 2005, de Iain Softley.
- Joc de copil (Jeu d'enfant), de Tom Holland, 1988, cu Brad Dourif.
- Oameni și zei (Des hommes et des dieux), de Anne Lescot și Laurence Magloire, 2002.

## Galerie

„Veve” pentru Vaudou Loa numit (Papa) Legba
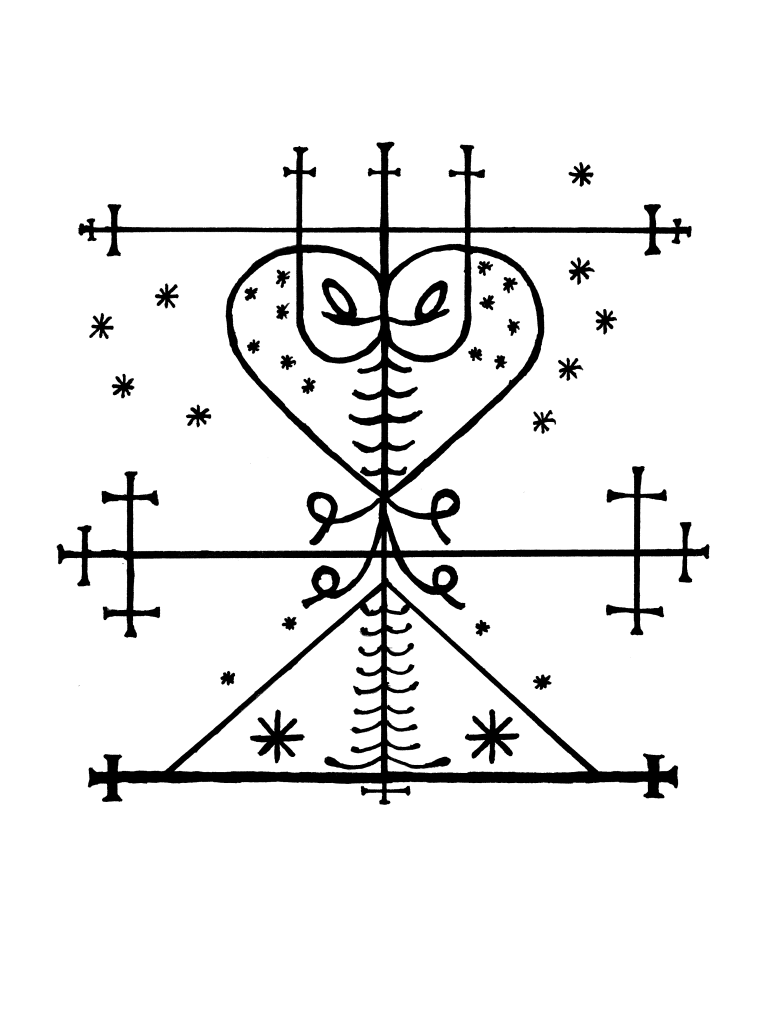
„Veve” pentru Vaudou Loa numită „Maman Brigitte”
„Veve” pentru Voodoo Loa numit „Ogoun”
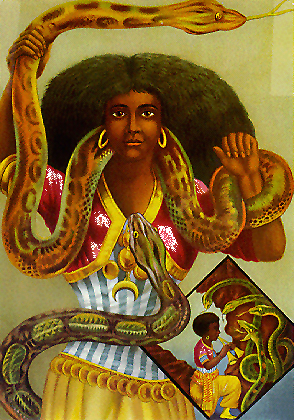
Mami Wata, spirit major în diverse culte africane și afro-americane.
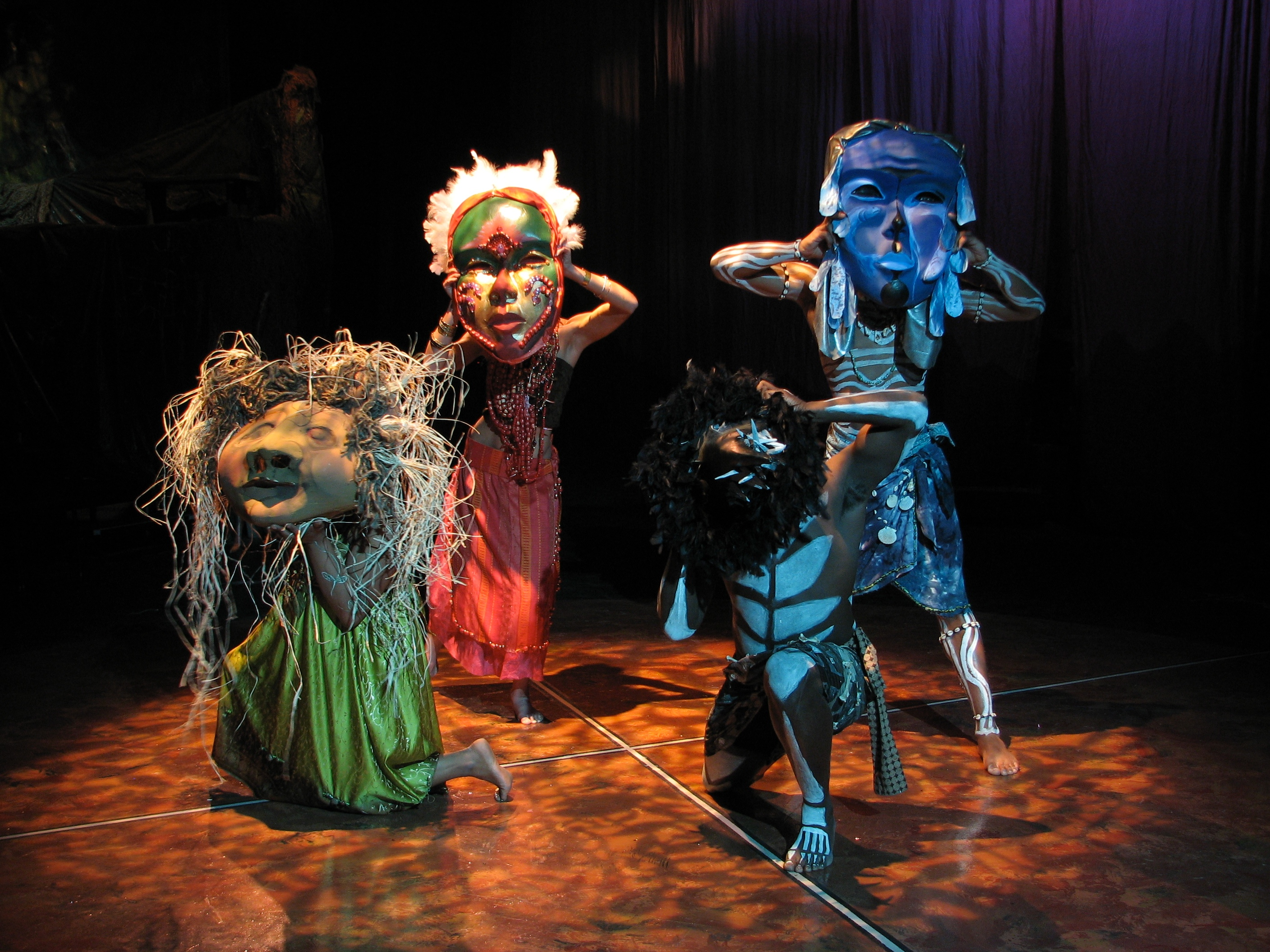
În sensul acelor de ceasornic, de la stânga la dreapta: Asaka, mama Pământului, Erzulie, zeița iubirii, Agwe, zeul apei, și Papa Ge, demonul morții.
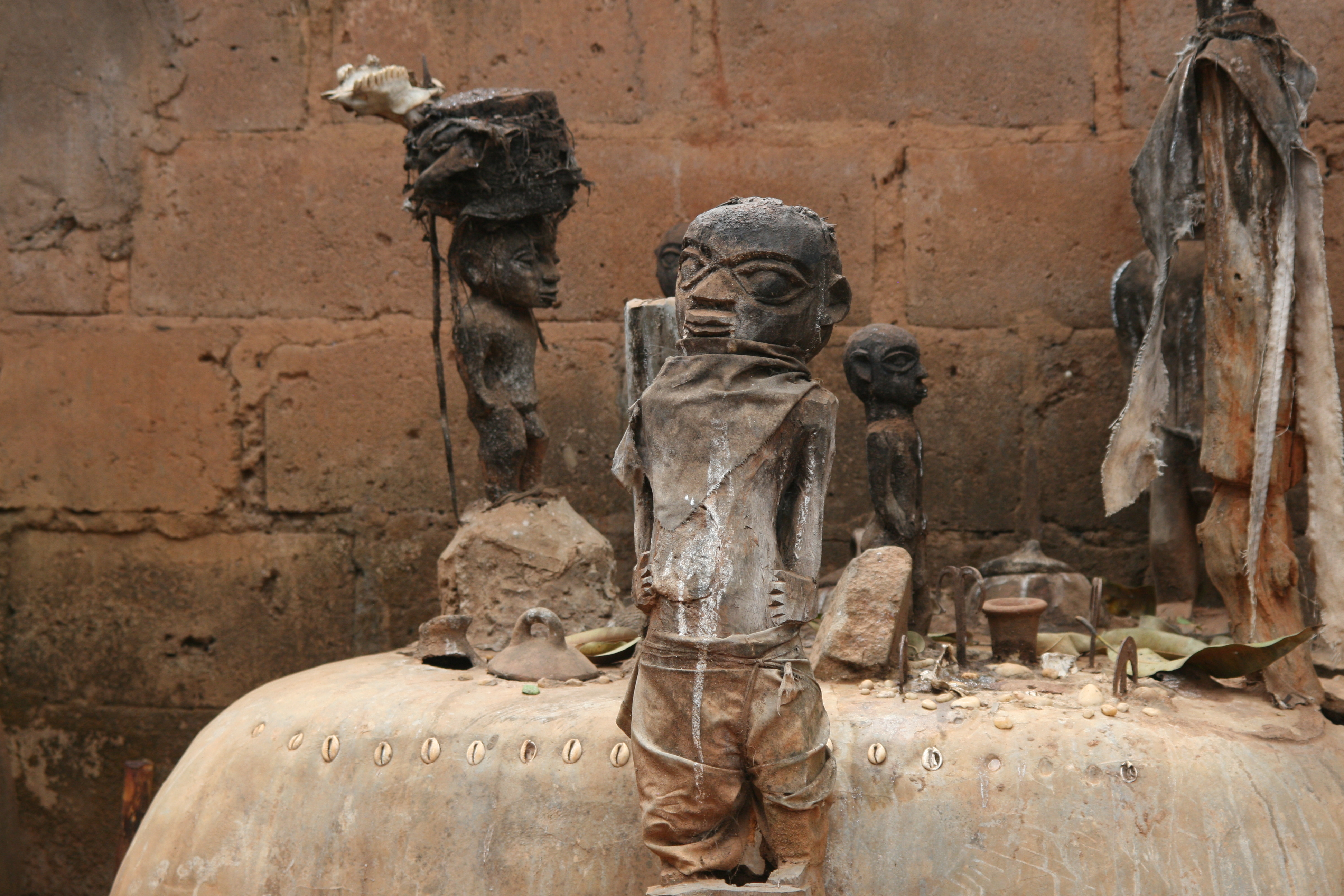
Altar voodoo din Abomey, Benin
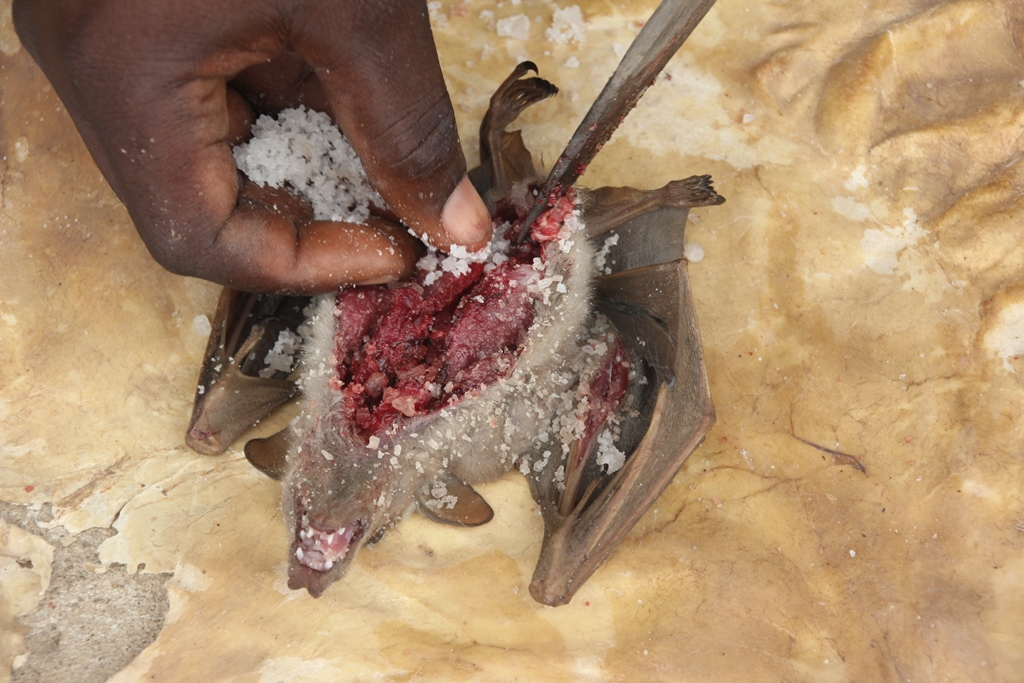
Liliac sacrificat pentru un ritual voodoo din Togo